# Мислібожиці (Мазовецьке воєводство)
Мислібожиці (пол. Myśliborzyce) — село в Польщі, у гміні Брудзень-Дужий Плоцького повіту Мазовецького воєводства.
Населення — 133 особи (2011).
У 1975-1998 роках село належало до Плоцького воєводства.

## Демографія
Демографічна структура станом на 31 березня 2011 року:
|          | Загалом | Допрацездатний вік | Працездатний вік | Постпрацездатний вік |
| -------- | ------- | ------------------ | ---------------- | -------------------- |
| Чоловіки | 62      | 16                 | 40               | 6                    |
| Жінки    | 71      | 16                 | 42               | 13                   |
| Разом    | 133     | 32                 | 82               | 19                   |